# Posaune
Die Posaune ist ein tiefes Blechblasinstrument, das wegen seines weitgehend zylindrischen Rohres (enge Mensur) zu den Trompeteninstrumenten zählt. Der Ton wird mittels Anregung der natürlichen Resonanzen der Luftsäule im Instrument durch Lippenschwingungen (siehe Polsterpfeife) des Bläsers an einem Kesselmundstück erzeugt.

## Aufbau und Funktion
| Aufbau der meisten Posaunen | Aufbau der meisten Posaunen |
| --------------------------- | --- |
|                             | 1. Stimmzug 2. Ausgleichsgewicht 3. Mundstück 4. Verschlussring 5. Schallbecher 6. Parkettschoner 7. Wasserklappe (kurz) 8. Zug 9. Quersteg (Außenzug) 10. Quersteg (Innenzug) 11. Überwurfmutter |

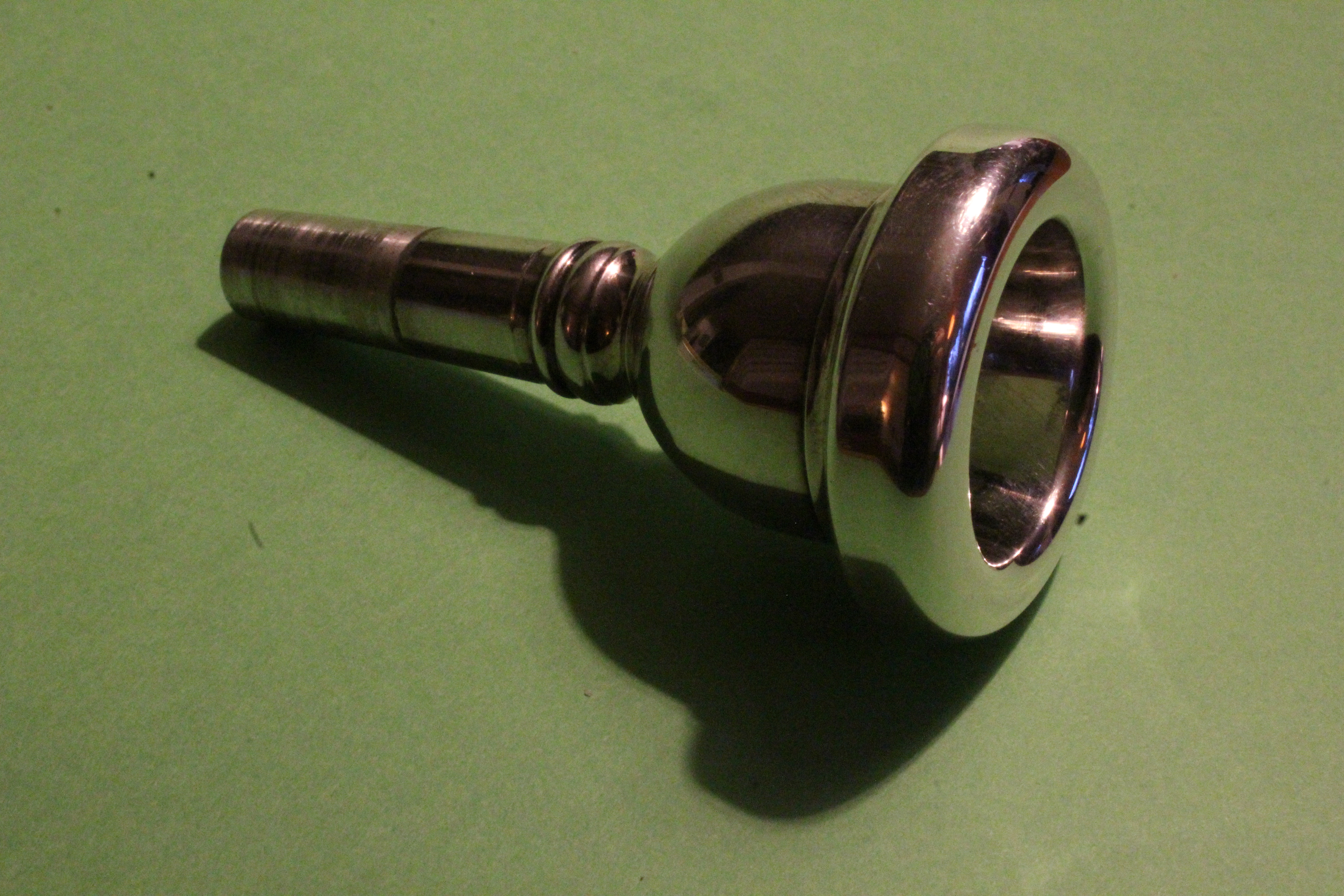
Kesselmundstück einer Posaune

Die Posaune besteht aus einem S-förmig gebogenen zylindrischen Rohr (im Allgemeinen aus Messing), in das an einem Ende ein Mundstück eingesetzt wird und das sich am anderen Ende zum Schalltrichter öffnet (das auch Stürze oder Schallbecher genannte kegelförmige Schallstück). Der Zug dient zur Modifizierung der physikalisch bedingten Naturtöne, um das Instrument chromatisch spielbar zu machen.
Alle Bauformen der Posaune werden mit einem Kesselmundstück gespielt.
Aufgrund ihrer relativ engen Mensur klingen die Töne der Posaune härter als bei den Instrumenten der Bügelhornfamilie, die ein sanfteres Klangvolumen zeigen. Die Mensur wirkt sich auch auf die Schallenergie aus. So wird der Schall bei einer Posaune stärker gebündelt als beispielsweise bei einem Tenorhorn.
Der Ton entsteht wie bei allen Blechblasinstrumenten durch die Vibration der Lippen des Spielers am Mundstück zur Anregung stehender Wellen in der Luftsäule des Instruments.
Die dynamische Spannbreite liegt bei etwa 37 dB. Die Schallpegel nehmen in allen Dynamikstufen zur Höhe hin zu. In 16 Metern Entfernung erreichen die Werte beim Pianissimo (pp) 40 dB in der Tiefe und 70 dB in der Höhe. Die Werte im Fortissimo (ff) liegen bei 85 dB und 100 dB. Am Ohr des Spielers erreicht das Instrument Spitzenwerte von über 115 dB.

## Geschichte

### Etymologie
Der italienische, französische und englische Name des Instruments, trombone, bedeutet wörtlich nichts anderes als „große Trompete“. Der deutsche Name entwickelte sich hingegen aus der altfranzösischen Bezeichnung buisine, die ihrerseits auf lateinisch bucina „Signalhorn, Jagdhorn, Trompete“ zurückgeht. Mit B anlautende Schreibungen wie Busaun, Busaune, Bosaune, Busane und Buson finden sich bis ins 16. Jahrhundert im deutschen Schrifttum noch häufig, wurden aber letztlich durch die Form Posaune verdrängt, die Martin Luther in seiner Bibelübersetzung wählte; Luther übersetzte damit zum einen altgriechisch σάλπιγξ salpinx (u. a. Offb 9,14  und 1 Kor 15,52 ), zum anderen hebräisch שׁוֹפָר šōfār (u. a. Ri 7,18 , Sach 9,14  und Jes 58,1 ).

### Renaissance
Über die Entstehung der Posaune gibt es nur wenige Daten. Zu den ältesten Existenz-Belegen des Instruments zählen ein englisches Dokument von 1495 und ein Gemälde des 1495 verstorbenen Matteo di Giovanni. Die Posaune ist neben der Violine eines der ältesten voll chromatisch spielbaren Orchesterinstrumente.
Weil eine Naturtrompete (Tromba) mit dem Grundton b eine unhandliche Länge von etwa 2,80 Meter (9 Fuß) aufweist, wurden die Instrumente in S-Form gebogen, gerollt oder in „Brezelform“ hergestellt.
Bis etwa 1700 wurde die Posaune als genau intonierbares Blasinstrument häufig im Ensemble mit Sängern und Streichern, aber auch eigenständig eingesetzt. In Bläserensembles dieser Zeit („Alta capella“, Stadtpfeifer) wurden neben anderen damals gebräuchlichen Instrumenten wie Zinken, Schalmeien und Zugtrompeten eben auch (Renaissance-)Posaunen gespielt. Sie traten in der Regel bei gesellschaftlichen, mitunter auch kirchlichen, jedoch weniger bei höfischen Anlässen auf und griffen mangels spezieller Kompositionen häufig auf Vokalmusik zurück, auch zur Tanzbegleitung.

### Barock

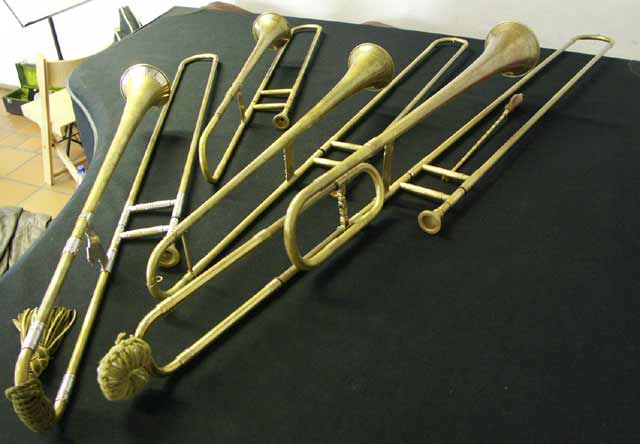
Vier Barockposaunen in Tenor-, Alt-, Tenor- und Basslage (v. l. n. r.)

Der europäische Adel bevorzugte traditionell Saiten- und Streichinstrumente zur Unterhaltungsmusik, eine Präferenz, die mit steigendem Wohlstand auch von bürgerlichen Schichten zunehmend imitiert wurde. Dadurch kam es im 17. Jahrhundert, obgleich zu dieser Zeit das Posaunen-Stimmwerk als Trio aus Altposaune, Tenorposaune und Bassposaune entstand, zu einem gewissen Rückgang der Bläsermusik, im Zuge dessen die Posaune in weiten Teilen Europas aus der Mode geriet. So wurde sie beispielsweise in italienischen Kanzonen und Sonaten ab 1630 kaum mehr besetzt. Nicht zuletzt infolge des Dreißigjährigen Krieges ist über die Musik und die Komponisten dieser Zeit heute jedoch weniger bekannt als über andere Epochen. Johann Sebastian Bach sah nur in 15 seiner überaus zahlreichen Kantaten Posaunen vor und setzte sie lediglich zur Verdoppelung der Chorstimmen ein.

### 18. und 19. Jahrhundert
Eine bemerkenswerte Ausnahme dieses Trends bildet das Oratorium La Resurrezione des jungen Georg Friedrich Händel aus dessen Zeit in Italien. Händel griff auch in seinen späteren Oratorien Saul und Israel in Egypt von 1739 wieder auf Posaunen zurück und inspirierte damit möglicherweise Christoph Willibald Gluck dazu, das Instrument in seinem Ballett Don Juan (1761) sowie Orfeo ed Euridice (1762) und seinen späteren Opern einzusetzen. Gluck wiederum bildete eine Inspiration für Mozart.
Mozart komponierte noch für die Renaissanceposaune (auch „Sackbutt“ genannt), die er nicht nur in einigen Opern (unter anderem der Zauberflöte) verwendete, sondern etwa auch in seinem Requiem. Es enthält mit dem Tuba mirum eine der bekanntesten solistisch geprägten Orchesterpassagen für die Tenorposaune.
Die ersten „modernen“ Posaunen, die auch das metallische Forcieren des Klanges ermöglichten, wurden erst nach Mozarts Tod gebaut. Erst seit dieser Zeit wird die Posaune auch im Satz mit Trompeten eingesetzt.
Das klassische Sinfonieorchester ging aus dem Opernorchester hervor. Bereits im 18. Jahrhundert hatten einige wenige bedeutende Komponisten die Posaune einbezogen; etabliert wurde sie dort durch  Beethoven: Er besetzte sie erstmals im vierten Satz seiner 5. Sinfonie.
Seit der romantischen Epoche bis in die heutige Zeit beinhaltet die übliche Besetzung eines Sinfonieorchesters zwei bis drei Tenorposaunen und eine Bassposaune. Im modernen Blasorchester sind für gewöhnlich vier Posaunenstimmen üblich.
Zu den wichtigsten Solokonzerten für Posaune zählen die in der Mitte des 19. Jahrhunderts entstandenen Werke von Ferdinand David, Ernst Sachse und Friedrich August Belcke. Der überwiegende Teil der Sololiteratur für die Posaune entstammt jedoch dem 20. Jahrhundert, wie etwa die Sonate für Posaune und Klavier von Paul Hindemith.

### 20. und 21. Jahrhundert

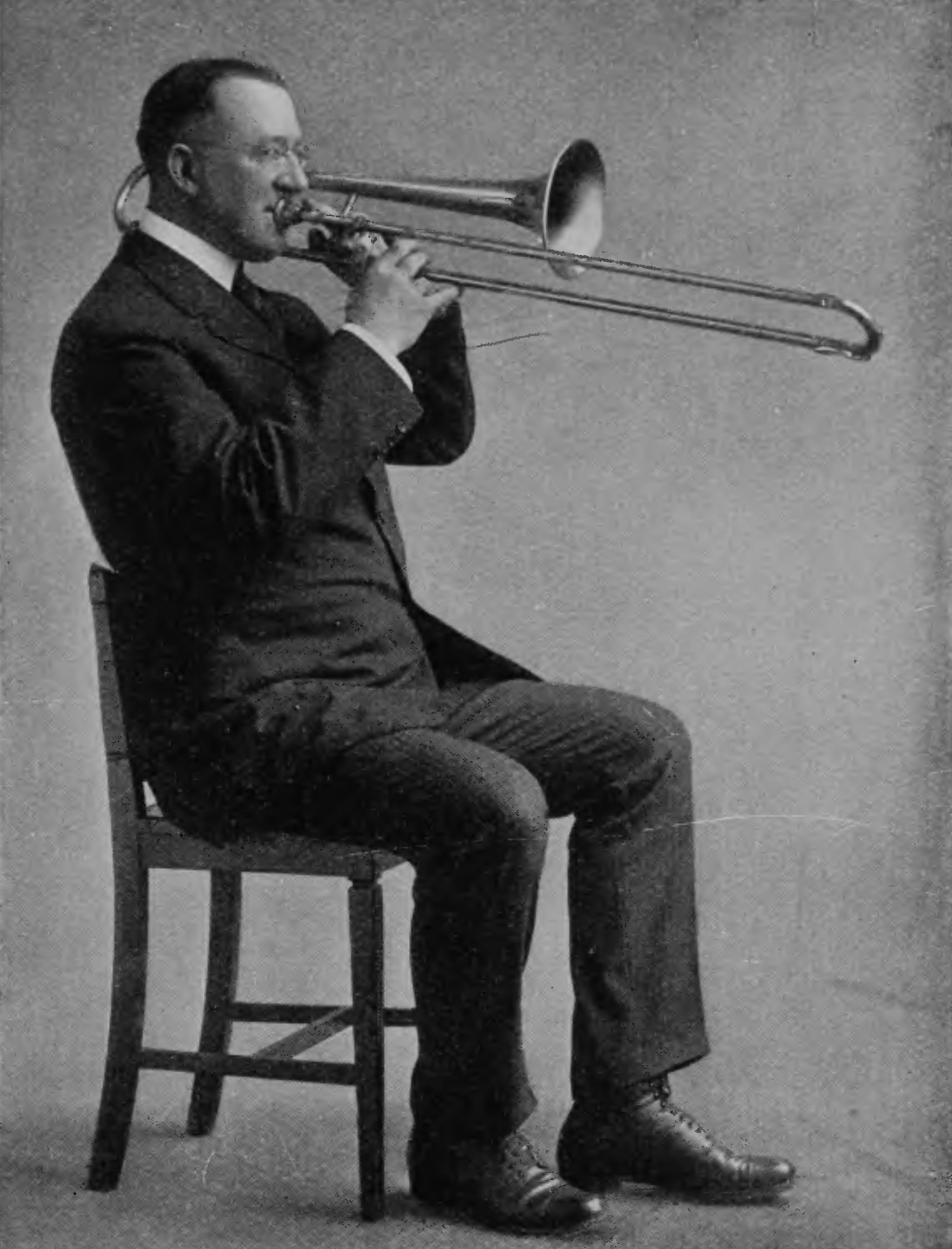
Posaunist der New Yorker Philharmoniker (1917)

In der klassischen Musik des 20. Jahrhunderts behielt die Posaune ihre bedeutende Stellung im Sinfonieorchester und erhielt markante Passagen in Werken praktisch aller bedeutenden Komponisten dieser Epoche.
Nach dem Zweiten Weltkrieg entdeckten Komponisten das Instrument nach und nach auch wieder neu als Solo-Instrument und für die Kammermusik. Stücke wie Edgar Varèses Octandre, Paul Hindemiths Sonate und Luciano Berios Sequenza V bereiteten weniger bekannten Komponisten den Weg bei der Schaffung eines breiteren Repertoires. Der bekannteste Posaunist der Neuen Musik der zweiten Hälfte des zwanzigsten Jahrhunderts ist Vinko Globokar, der auch als Komponist hervorgetreten ist.
Zu den beliebtesten Vortragsstücken zählen heute Stjepan Suleks Vox Gabrieli, die Sonatinen von Jacques Castérède und Bertold Hummel, sowie die Deux Danses von Jean-Michel Defaye. Zu den bekanntesten Posaunenkonzerten der Zeit nach dem Zweiten Weltkrieg zählen etwa Werke von Launy Grøndahl, Lars-Erik Larsson, Gordon Jacob und Derek Bourgeois.
In den letzten 20 Jahren haben u. a. Kalevi Aho (Sinfonie Nr. 9 für Posaune und Orchester – Sinfonia concertante Nr. 2 / 1994), Anders Eliasson und Jan Sandström Konzerte für Christian Lindberg geschrieben, der auch als Komponist – darunter einer Reihe von Werken für Posaune in verschiedenen Besetzungen – in Erscheinung tritt. Ein neues Konzert für Posaune und Orchester von Kalevi Aho wurde am 2. März 2012 in Den Haag uraufgeführt. 2015 schrieb Klaus Miehling ein Konzert in Es für Tenorposaune und Streichorchester (op. 234).
Zugleich kam es im 20. Jahrhundert zu zahlreichen konstruktiven Weiterentwicklungen, etwa bei den verwendeten Werkstoffen. Die Durchmesser von Mundstücken, Bohrungen und Schalltrichtern stiegen, innovative Ventilkonstruktionen und verschiedene Typen von Dämpfern wurden entwickelt.
Heute wird die Posaune in allen Arten der Blasmusik, Sinfonie-Orchestern, Marsch- und Militärkapellen, Brass Bands, Posaunenchören und anderen Genres gespielt. Sie kann auch in kleineren Gruppen mitspielen wie etwa Blechbläserquintetten, -quartetten und -trios und reinen Posaunentrios (Altposaune, Tenorposaune und Bassposaune, oder zwei Tenorposaunen und eine Bassposaune, seltener drei Tenorposaunen) oder -quartetten.
Die Posaune ist darüber hinaus aus dem Swing, Jazz, Salsa und Ska nicht mehr wegzudenken. Gerade Jazz und Swing sind für die wohl größten spieltechnischen Entwicklungen seit dem Anfang des 20. Jahrhunderts verantwortlich und brachten eine Vielzahl herausragender Jazz-Posaunisten hervor, in Deutschland vor allem Albert Mangelsdorff und Conny Bauer, in Großbritannien Chris Barber, in Schweden Nils Landgren, in den USA Musiker wie Kid Ory, Jack Teagarden, Trummy Young, Tommy Dorsey, Glenn Miller, Ted Heath, Kai Winding, J. J. Johnson, Curtis Fuller, Ed Neumeister, Bill Watrous, Urbie Green, Frank Rosolino, Carl Fontana, Wycliffe Gordon, Richard Roblee und Don Lusher, die Jazz-Posaunistinnen (Swing) Melba Liston und Gunhild Carling.

## Bauformen und Stimmlagen

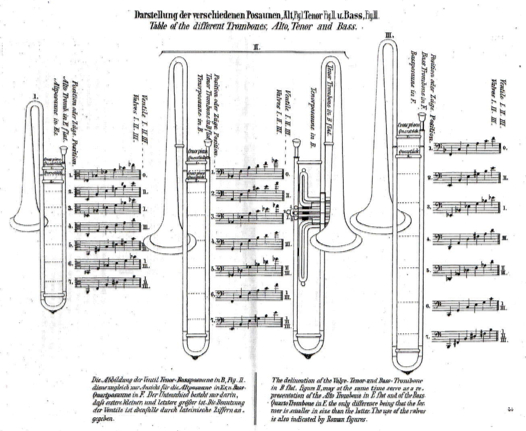
Zugpositionen für Alt-, Tenor- und Bass-Posaune und die Naturtonreihen jeder Position

Unter einer Posaune versteht man im Allgemeinen eine Zugposaune. Die Ventilposaune (siehe unten) bildet eine Sonderform.
Der Zug dient der Tonhöhenänderung, da durch Hinausschieben die Luftsäule verlängert wird. Er besteht aus den beiden über einen Quersteg verbundenen Rohren des Innenzugs und dem U-förmigen Außenzug, in der Regel mit Wasserklappe. Die Innenrohre sind am Ende zum Schuh etwas größer im Außendurchmesser und berühren hier fast den Außenzug. Der Zug muss regelmäßig „geschmiert“ werden: Durch auf den Innenzug aufgetragenes Posaunenfett bildet dazukommendes Wasser kleine Perlen, ähnlich den Kugeln eines Kugellagers, auf denen dann die beiden Teleskoprohre reibungsarm laufen. Ein direkter Materialkontakt (Messing/Neusilber/Chrom) oder sogar das trockene Laufen auf dem Fett hätte eine extrem hohe Haftreibung zur Folge, die eine leichtgängige Funktion des Zuges nicht gewährleistet. Aus diesem Grund befeuchtet der Posaunist den Zug auch während des Musizierens regelmäßig mit vorhandenem Kondenswasser aus dem Zug oder mit einer kleinen Pump-Wasserflasche. Alternativ zur Fett/Wasser-Kombination kann auch ein Siliconölgemisch aus verschiedenen Konsistenzen verwendet werden.

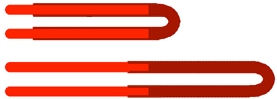
Schematische Darstellung der Zug-Funktion

Die Posaune besitzt in der Regel sieben Zugpositionen (auch: Lagen), die sich jeweils um einen Halbton unterscheiden. Der Zug kann stufenlos verschoben werden, so dass die Posaune als einziges Blechblasinstrument von einer Tonhöhe zu einer anderen "gleiten" kann (echtes Glissando).
Wie bei allen gängigen Blechblasinstrumenten kann die Stimmung der Posaune über einen Stimmzug kalibriert werden. Er befindet sich in der Regel im hinteren Bogen vor dem Schallstück. Diese Anordnung ist kostengünstig und mit geringem Aufwand zu realisieren. Sie ist aber für die Ansprache und die Intonation nicht ganz unproblematisch, da ein Bereich des Instruments, der sich bereits deutlich konisch erweitert, hier nochmals durch zylindrische Passagen unterbrochen wird. Eine wenig gängige Alternative besteht darin, die Stimmvorrichtung in den Zug zu integrieren.
Die heute am weitesten verbreiteten Stimmlagen sind die Tenor- und Bassposaune. Vergleichbar anderen Instrumenten der Renaissance wie etwa der Blockflöte wurde die Posaune historisch jedoch in allen Stimmlagen von Piccolo bis Kontrabass gebaut.

### Tenorposaune
Die bei weitem gängigste Bauform ist die der Tenorposaune, heute in der Regel in B und mit einer Bohrung von etwa 12,2 bis 13,89 mm. Dieses Instrument ist ab dem großen E aufwärts voll chromatisch spielbar (siehe jedoch auch unter Falsett).
Die Tenorposaune wird ohne Transposition (klingend, in C) und überwiegend im Bassschlüssel notiert, im sinfonischen Bereich häufig auch im Tenorschlüssel, seltener im Altschlüssel. Eine Ausnahme bilden Noten für englische Brass Bands, wo die Posaune im Violinschlüssel und transponierend in B notiert wird, um den Musikern den Wechsel zwischen verschiedenen Instrumenten zu erleichtern.
Ebenso wie das Erreichen der selten geforderten Pedaltöne vom Kontra-B bis zum Kontra-E richtet sich der Tonumfang in der Höhe nach dem Können des Spielers. Anfänger erreichen in der Regel bald das d' und nach einiger Zeit das f'; von Fortgeschrittenen wird das b' erwartet. Im professionellen Bereich ist ein Tonraum bis zum f'' erforderlich.
Quartposaune, Tenorbassposaune
Der deutsche Instrumentenbauer Christian Friedrich Sattler stattete im 19. Jahrhundert erstmals eine Tenorposaune mit einem zusätzlichen Quartventil zum Umstimmen von B nach F aus. Diese heute noch verbreitete Bauform (Quartposaune) bezeichnet man mitunter auch als Tenorbassposaune, da das Instrument bei betätigtem Ventil in F gestimmt ist wie die vor Sattlers Innovation gängige Bauform der Bassposaune.
Die Länge des Zuges ist so bemessen, dass die Quarte zwischen dem ersten und dem zweiten Naturton chromatisch überbrückt werden kann. In höheren Lagen muss der Zug meist nur noch wenig ausgezogen werden, weil die Naturtöne dort enger beieinander liegen. Zugleich lassen sich höhere Töne auf mehreren Stellungen des Zuges erreichen. Die Zugpositionen mit und ohne Verwendung des Quartventils sind in der nebenstehenden Tabelle angegeben. 
Posaunen mit Quartventil sind nicht nur ab dem großen C voll chromatisch spielbar: Ein mindestens ebenso wesentlicher spieltechnischer Vorzug besteht darin, dass mit Ventil alternative Zugpositionen möglich werden, eine bedeutende Erleichterung besonders im unteren Register. So braucht der Zug für das kleine c nicht mehr bis auf die sechste Position ausgezogen zu werden, sondern dieser Ton ist mit Ventil bereits auf der ersten Position erreichbar; das große H liegt mit Ventil zwischen der zweiten und der dritten Lage statt ganz am Ende des Zuges.
Da sich bei Betätigen des Quartventils wegen der verlängerten Luftsäule die Abstände zwischen den einzelnen Zugpositionen gegenüber dem Spielen ohne Quartventil vergrößern, ist die siebte Zugposition nicht mehr erreichbar. Daher ist das Kontra-H nur durch Ausziehen des Ventilstimmzugs zu erreichen, was die letzte Lücke zu den Pedaltönen schließt. Manche Modelle besitzen eigens dazu einen zweiten Ventilstimmzug. Bei Instrumenten mit weiterer Bohrung sprechen die Ventil- und Pedaltöne in der Regel besser an und klingen auch meist besser.
Um zu erreichen, dass der Klang und die Ansprache einer Quartposaune sich bei betätigtem Ventil möglichst wenig ändert, gingen manche Hersteller in den 1980er Jahren dazu über, die Ventilschleife in möglichst wenigen, großen Radien zu winden, so dass sie nach hinten über den Bogen des Schalltrichters hinaus ragt (open wrap). Vor diesem Hintergrund entstanden auch das Thayer-Ventil und die dadurch angeregten, anderen innovativen Ventilkonstruktionen. Eine heute verbreitete Kompromisslösung mit wenigen weiten Radien, die jedoch nicht über den hinteren Bogen hinausragt, bezeichnen einige Hersteller als semi-open. Manche Posaunisten bevorzugen jedoch nach wie vor eine eng innerhalb des Korpus verlegte Ventilschleife (traditional wrap).

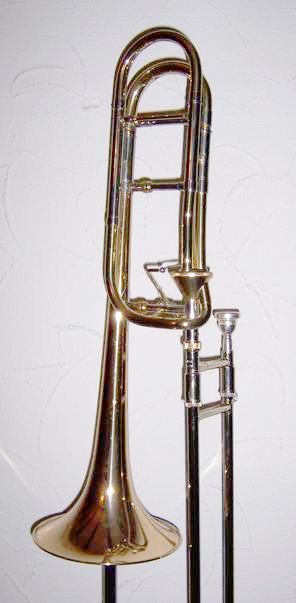
Tenorposaune mit Axial- oder Thayer-Ventil, open wrap

Wieder andere wählen nach wie vor ventillose Posaunen, etwa weil das untere Register für ihre Musikrichtung weniger bedeutend ist und weil diese Instrumente, besonders mit enger Bohrung, meist etwas besser ansprechen. Besonders Jazz-Solisten verwenden bevorzugt eng gebaute Tenorposaunen mit kleinem Schalltrichter und ohne Ventil.

### Bassposaune
Die Bassposaune ist eigentlich nur eine etwas größere Tenorbassposaune. Wie diese ist sie in B gestimmt, hat also die gleiche Rohrlänge und unterscheidet sich von ihr nur durch eine weitere Bohrung (etwa 14,30 bis 14,89 mm), einen größeren Schalltrichter und ein meist etwas größeres Mundstück. Dadurch spricht sie in der tiefen Lage besser an, klingt voller und kann lauter gespielt werden. Das hohe Register klingt dafür matter und erfordert eine größere Anstrengung.
Die Bassposaune wird in der Regel nichttransponierend im Bassschlüssel notiert. Der Tenorschlüssel bildet die Ausnahme, der Altschlüssel kommt, wenngleich selten, ebenfalls vor.
Die moderne Bassposaune besitzt mindestens ein Ventil, heute in der Regel wie bei der Tenorposaune auf eine Quarte gestimmt. Meistens ist zusätzlich ein zweites Ventil vorhanden, mit dem die Grundstimmung zugunsten voll chromatischer Spielbarkeit ab dem tiefsten Pedalton weiter herabgesetzt werden kann. Die gängigsten Grundstimmungen in der Ventilkombination sind Es und D, doch es gab auch Versuche mit allen Stimmungen zwischen G und E.
Das zweite Ventil ist entweder in die Rohrschleife des Quartventils integriert und kann nur mit diesem zusammen benutzt werden (versetzte Bauweise, offset, abhängige Konfiguration) oder es befindet sich vor oder hinter dem Quartventil und kann auch einzeln benutzt werden (in-line, unabhängige Konfiguration). Die abhängige Bauweise wurde erstmals von den amerikanischen Bassposaunisten Kauko Kahila (BSO) und Edward Kleinhammer (CSO) unabhängig voneinander in den 1950er Jahren propagiert. Ihre Landsleute Burt Herrick und Larry Minnick leiteten einige Jahre später aus diesem Konzept die unabhängige Bauweise ab. Beide Bauformen besitzen ihre Eigentümlichkeiten; die Entwicklung des Instruments kann noch nicht als abgeschlossen betrachtet werden.
Der Tonumfang der Bassposaune reicht in der Tiefe je nach Stimmung des zweiten Ventils – theoretisch – bis zum Subkontra-B und in der Höhe bis zum c2 und höher. In der Praxis sind nur talentierte und geübte Spieler in der Lage, tiefere Töne als das Kontra-E im normalen Vortrag zu nutzen. Die Literatur geht kaum über den Bereich zwischen Kontra-B und b1 hinaus. Eine Ausnahme bildet das Konzert für Orchester von Béla Bartók. Dieser ging von einer „echten“ Bassposaune in F aus, die neben Instrumenten in G, E, Es, D und C1 von der Renaissance bis zur Einführung der Tenorbassposaune üblich war.

### Altposaune
Die Altposaune ist heute deutlich seltener als die Tenor- und Bassposaune. Sie ist zumeist in Es, selten in F gestimmt und wird in der Regel nichttransponierend im Altschlüssel notiert.
Bei einigen Posaunenlehrern wird die Altposaune für Einsteigerkinder gebraucht.
Konstruktiv unterscheidet sich die Altposaune von der Tenorposaune durch eine kürzere Rohrlänge und einen kleineren Schalltrichter mit einem Durchmesser zwischen 165 und 177 Millimetern (6,5 bis 7 Zoll). Ihre Bohrung ist jedoch nur selten kleiner als die einer engen Tenorposaune. Manche Instrumente besitzen ein Quart- oder Sekundventil.
Die Altposaune klingt brillanter als die größeren Instrumente. Ihr Tonumfang reicht (ohne Pedal- und Ventiltöne) in etwa vom großen A bis zum zweigestrichenen b, doch höhere Töne als das zweigestrichene f werden nur selten gefordert.

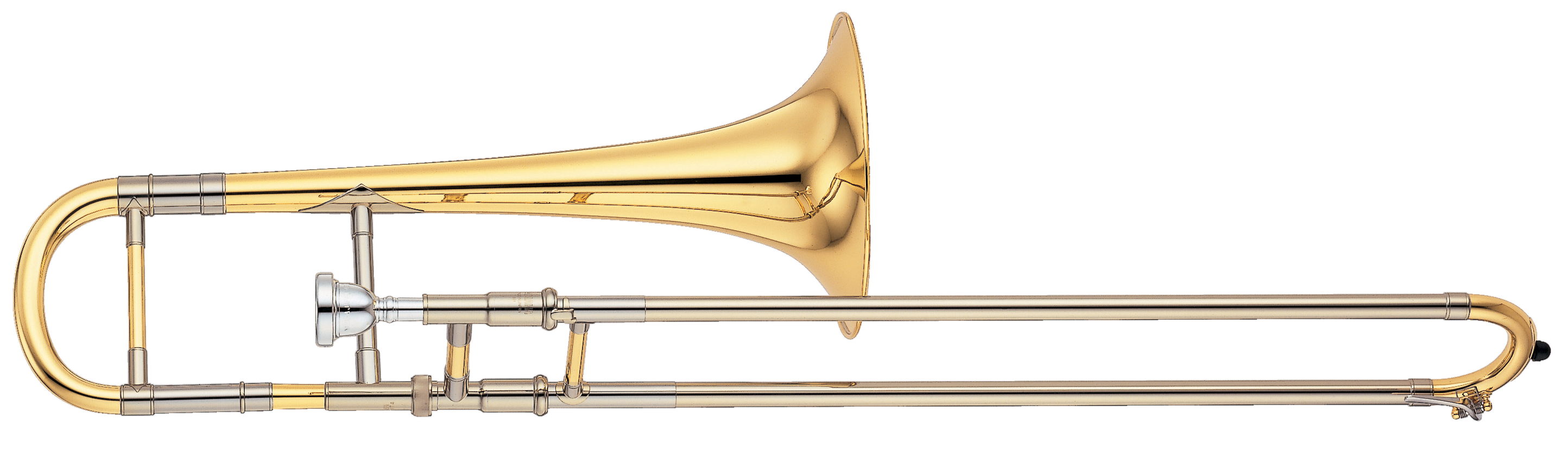
Altposaune in Es

Infolge des kürzeren Zuges unterscheiden sich ihre Lagen deutlich von denen auf der Tenor- und Bassposaune, was den Wechsel zwischen diesen Instrumenten, über die für Tenorposaunisten ungewohnte Notation hinaus, weiter erschwert. Von professionellen „hohen“ Posaunisten wird heute jedoch erwartet, dass sie auch die Altposaune beherrschen.
Vom 16. bis zum 18. Jahrhundert bildete die Altposaune die reguläre Oberstimme des dreistimmigen Posaunensatzes. Anfang des 19. Jahrhunderts ging ihre Verbreitung infolge der Entwicklung der Ventiltrompete jedoch deutlich zurück. Als sich der Posaunensatz im klassischen und romantischen Sinfonieorchester etablierte, wurde die Oberstimme in der Regel mit einer Tenorposaune besetzt, deren in dieser Zeit nach oben erweiterter Tonumfang dazu meist ausreichte. Zwar griffen Tenorposaunisten noch bis ins 20. Jahrhundert vereinzelt auf die Altposaune zurück, doch erst in jüngster Vergangenheit nimmt die Beliebtheit des Instruments wieder merklich zu.
Die Altposaune wird in erster Linie in der Chormusik sowie im symphonischen und Opernbereich besetzt, doch es existiert auch ein bescheidenes solistisches Repertoire, insbesondere aus der Wiener Klassik. Zeitgenössische Komponisten haben das Instrument erst in jüngster Zeit wieder neu entdeckt.

### Kontrabassposaune
Die frühesten Kontrabassposaunen („Octavposaune“ bei Praetorius, gelegentlich auch „Doppelposaune“ (trombone doppio)) wurden in der Renaissance gebaut und waren in Kontra-B (16 Fuß) gestimmt. Sie hatten zunächst einen überlangen Zug mit Schwengel, um die äußersten Lagen zu erreichen. Später kamen Bauformen mit doppelt gewundenem verkürztem Zug auf.
Im späten 19. Jahrhundert kam es zur Neuentdeckung der Kontrabassposaune, als Richard Wagner für den Ring des Nibelungen erstmals ein Opernorchester mit einem vierstimmigen Posaunensatz vorsah. Ihm folgten beispielsweise Richard Strauss mit seiner Oper Elektra von 1908 und Arnold Schönberg 1913 mit den Gurre-Liedern. Dennoch, und trotz einiger konstruktiver Innovationen, konnte sich die Kontrabassposaune nicht dauerhaft im modernen symphonischen Orchester etablieren und wurde im 20. Jahrhundert nur vereinzelt von Komponisten besetzt.
Bei modernen Kontrabassposaunen handelt es sich um in F oder Kontra-B gestimmte Sonderanfertigungen in gleicher Stimmlage (und entsprechend mit gleicher Rohrlänge) wie die Bass- beziehungsweise Kontrabasstuba. Ihre Bohrung ist meist etwas weiter als die der modernen Bassposaune, und sie besitzen ein bis zwei Ventile.
Seit dem Zweiten Weltkrieg ist im Orchester eigentlich nur noch die Kontrabassposaune in F mit zwei Ventilen in Gebrauch. Ursprünglich aus Platzgründen war das Schallstück mit einer Windung versehen, aber ab den 1970er Jahren setzte sich die lange, gerade Bauform durch. Durch die Kombination der beiden Ventile erübrigte sich auch der Schwengel, und man kommt mit fünf Positionen am Zug aus. Übliche Ventilkombinationen sind Sekund- und Quintventil, Terz- und Quintventil oder seltener Terz- und Quartventil.

### Sopranposaune, Piccoloposaune, Diskantposaune, Zugtrompete
Die Sopranposaune gehört erst seit Ende des 17. Jahrhunderts zur Familie der Posaunen. Sie wurde und wird selten verwendet. Wenn in der Renaissance- und Barockzeit ein Posaunensatz für mehrstimmige Musik benutzt wurde, die Stimmen in hoher Sopranlage umfasste, so wurden für die höchsten Stimmen andere Instrumente wie zum Beispiel Zinken oder Violinen verwendet.
Drei Kantaten von J. S. Bach enthalten einen vierstimmigen Posaunensatz für Mitglieder der Leipziger Stadtpfeifer, bei denen eine Sopranposaune für die höchste Stimme vorgesehen ist. Die Verwendung der Sopranposaune ist in Leipzig bis mindestens 1769 belegt.
Die Posaunenchöre der Herrenhuter Brüdergemeine haben zum Teil die Besetzung von Sopranposaunen als höchste Stimme in einem reinen Posaunensatz als Tradition aus dem 18. Jahrhundert erhalten.
Posaunen höherer Stimmlage als die Altposaune besitzen heute nur noch Exotenstatus und werden meist von Trompetern als Gag eingesetzt, wie etwa von Matthias Höfs bei Auftritten von German Brass.
Der Name Zugtrompete ist umgangssprachlich gebräuchlich, da sie den gleichen Tonumfang und Mundstückgröße wie eine Trompete besitzt. Die Grundstimmung heutiger Instrumente ist in B. Die Notation der Sopranposaune ist mangels Spieltradition nicht geklärt. Nach dem Instrumentenhandbuch in Tabellenform von Winfried Pape wird die Sopranposaune nichttransponierend in klingend C notiert. Da aber sowieso kein konventioneller Posaunist wegen des Trompetenmundstücks und der extrem kurzen Lagenwege auf die Sopranposaune zurückgreifen kann und nicht vorausgesetzt werden darf, dass ein solcher auch den Violinschlüssel lesen kann, sondern nur Trompeter, empfiehlt sich eine transponierende Notation nach B einen Ganzton höher, wie sie für die B-Trompete traditionell üblich ist.

### Deutsche und amerikanische Bauweise
In Deutschland wurden Posaunen historisch mit den verschiedensten Bohrungen und Schallstückdurchmessern gefertigt. Die Deutsche Konzertposaune unterscheidet sich konstruktiv in mehrfacher Hinsicht deutlich von der heute üblichen, amerikanischen Bauweise. Sie wird meist mit einem eher kleinen Mundstück gespielt, hat jedoch ein sehr langes Mundrohr von mindestens 30 bis 60 Zentimetern.
Das gesamte Instrument besteht in der Regel aus Goldmessing, stellenweise auch aus Neusilber, was sich auf den Klang auswirkt. Das Metall ist hart, aber biegsam. Seine Wandstärke ist insgesamt geringer als bei der amerikanischen Bauweise und nimmt vor allem zum Schallstück hin kontinuierlich ab. Getreu der Philosophie von Eduard Kruspe gilt dabei das Prinzip der Fragilität: Je leichter und dünnwandiger, desto hochwertiger das Instrument.
Das Schallstück ist einteilig mit gerader Lötnaht und besitzt einen Kranz aus Neusilber, oft mit Gravur, der jedoch nicht flächig aufgelötet ist. Dieser Schmetterkranz bewirkt das sogenannte unendliche Fortissimo: Die Lautstärke kann kontinuierlich gesteigert werden, ohne dass der Ton „aufbricht“, wobei die absolut erreichbare Lautstärke hinter der amerikanischen Bauweise zurückbleibt.
Der Zug ist grundsätzlich „konisch“: das obere Rohr hat eine kleinere Bohrung als das untere. Man gibt dabei keine konkreten Durchmesser an, sondern teilt die Instrumente in fünf „deutsche Weiten“" ein (1 = eng, Soloposaune bis 5 = weiteste Bassposaune). Die Strebe des Außenzugs ist nicht fest verlötet.
Die in Deutschland üblichen Bohrungen galten im 19. Jahrhundert als vergleichsweise groß, blieben jedoch seit 150 Jahren in etwa auf dem gleichen Stand, sodass die Deutsche Konzertposaune heute insgesamt etwas enger ausfällt als ihr amerikanisches Gegenstück. Die Schallstückdurchmesser dagegen sind mit 254 Millimetern und mehr im internationalen Vergleich immer noch am größten (hyperbolische Bauweise).
Schwerere und leichtere Baugruppen wechseln sich „rhythmisch“ ab. Das Ventil befindet sich deutlich weiter hinten im Korpus und wird traditionell per Lederriemen betätigt; weniger radikale Konstruktionen setzen inzwischen jedoch auf den üblichen metallenen Hebel.
Wie bei der Deutschen Konzerttuba kommen ausschließlich Drehventile zum Einsatz, selbst bei den Ventilposaunen deutscher Bauweise.
Zu den weiteren häufigen Merkmalen der Deutschen Konzertposaune zählen die lange Wasserklappe (mit Betätigungseinrichtung am Quersteg des Außenzuges) sowie Schlangenverzierungen an den Bögen von Zug und Schallstück. Insgesamt zeichnen sich Instrumente deutscher Bauweise bei der Fertigung durch einen hohen Anteil an Handarbeit aus, sind also als kunsthandwerkliche, individuell auf den Auftraggeber zugeschnittene Produkte zu verstehen.
In der Summe unterscheidet sich die Deutsche Konzertposaune daher stark im Klang, im Obertonspektrum sowie in der Abstrahlcharakteristik und in der Ansprache, auch je nach Dynamikbereich, worauf sich der Spieler bei der Klangformung einstellen muss.

### Ventilposaune

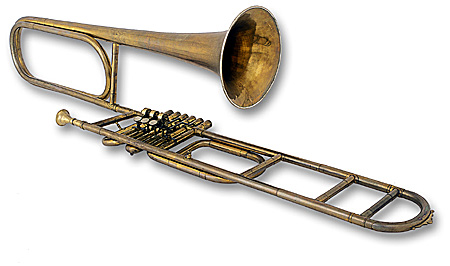
Ventilbassposaune um 1850/60

Moderne Ventilposaune mit Pumpventilen

Die Ventilposaune besitzt statt eines Zuges zur Tonhöhenveränderung drei bis vier Ventile wie viele andere Blechblasinstrumente. Ihr Tonumfang ist gleich der entsprechenden Zugposaunenstimmlage, doch sie unterscheidet sich leicht in Ansprache und Klang, da sie von der Bau- und Spielweise her eher einer großen Trompete ähnelt. Mit einer solchen hat sie unausweichlich auch die Spielgeschwindigkeit in allen Lagen und die generelle Ventiltechnik gemeinsam (z. B. chromatische und diatonische Triller auf fast allen Tönen). Es gibt eine kurze und eine lange Bauform.
Manche Posaunisten vertreten die Auffassung, dass dieses Instrument eine problematische Intonation aufweist, zumal es in der Regel nicht kompensiert und nur bei höherwertigen Instrumenten Trigger oder andere Intonationshilfen besitzt. Eine Minderheit zieht sie der gängigeren Zugposaune jedoch vor.
Historisch gab es Ventilposaunen in allen Stimmlagen von Alt bis Kontrabass, doch die Tenorventilposaune erreichte stets die größte Verbreitung. Eine Variante der Ventilposaune, die 1867 von Václav František Červený entwickelt wurde und die in Tubaform mit gebogenem Schallstück beziehungsweise in Helikonform konstruiert war, war die sogenannte Armeeposaune.
Den Zenit ihrer Beliebtheit erreichte die Ventilposaune im 19. Jahrhundert, als die Ventiltechnik die größten Fortschritte machte. Als gegen Ende dieses Jahrhunderts Zugposaunen besserer Qualität mit industrieller Präzision preisgünstig in Serie gefertigt wurden, gewann diese Bauform wieder die marktbeherrschende Stellung zurück. Regional überwiegt jedoch bis heute die Ventilposaune, etwa in Österreich, Italien, Tschechien, der Slowakei, Spanien, Portugal, Südamerika und Indien.
In der Blasmusik in Österreich und in der alpenländischen Volksmusik wird die Ventilposaune im Violinschlüssel transponierend in B♭ notiert wie das Tenorhorn, was den Musikern bei Bedarf den Wechsel des Instruments, etwa auch zur Trompete, erleichtert.

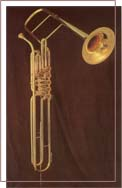
Cimbasso gewinkelt

Bestimmte Bass- und Kontrabass-Ausführungen der Ventilposaune tragen die Bezeichnung Cimbasso und werden im Wesentlichen für die Musik von Giuseppe Verdi und Giacomo Puccini eingesetzt.
Manche Passagen sind auf einer Ventilposaune einfacher zu spielen, andere auf einer Zugposaune. Auf der Ventilposaune sind schnelle technische Passagen in der Regel mit größerer Geläufigkeit zu spielen. Viele (Zug-)Posaunisten bemängeln jedoch ihren matteren, weniger offenen Klang. Im sinfonischen Kontext wird die Ventilposaune heute nicht mehr verwendet, wenngleich insbesondere Verdi eindeutig auf ihre technischen Möglichkeiten setzte. So ist die Ouverture zur Oper Die Macht des Schicksals auf der Zugposaune nur von Virtuosen zu bewältigen. Auch Posaunisten von Weltformat wie etwa die Mitglieder von German Brass griffen vor diesem Hintergrund auf bestimmten Aufnahmen zu einer Ventilposaune, die deshalb beispielsweise auch zu den auf dem Cover ihres Albums Bach 300 abgebildeten Instrumenten zählt.
Auch im Jazz wird die Ventilposaune eher selten eingesetzt. Zu den bekanntesten Ventilposaunisten zählen Bob Brookmeyer, Raul de Souza, Juan Tizol vom Duke Ellington Orchestra sowie Bob Enevoldsen. Da die Fingersätze der Ventilposaune denen der B-Trompete entsprechen, wird sie zudem als Zweitinstrument von einigen Jazz-Trompetern gespielt.
Eine neuartige Bauform besitzt sowohl einen Zug als auch eine Ventilmaschine. Solche Instrumente wurden erstmals im frühen 20. Jahrhundert produziert und sind heute dank dem Einfluss von Jazzmusiker Maynard Ferguson als Superbone bekannt.

## Pädagogik
Beim Einstiegsalter gelten ähnliche Grundsätze wie beim Waldhorn und den anderen Blechblasinstrumenten. Insbesondere für Kinder, die infolge ihrer Armlänge die äußersten Zugpositionen noch nicht erreichen können, bringen verschiedene Hersteller in jüngster Zeit die wiederentdeckte Bauform der B/C-Posaune mit Sekund-Verkürzungsventil (und meist mit nur sechs Zugpositionen) auf den Markt, beispielsweise Günter Frost, Thein und Yamaha („Kompaktposaune“).
Zunehmend werden als Erstinstrument für junge Posaunen-Anfänger auch Altposaunen eingesetzt. Da die in Es stehenden Instrumente aufgrund ihres Tonumfanges deutlich kleiner als die üblichen Tenorposaunen sind, können schon Kinder ab etwa sechs Jahren auf einem solchen Instrument lernen. Als mögliche Schwierigkeit ergibt sich daraus, dass beim späteren Umstieg auf die Tenorposaune die zu den einzelnen Zügen gehörenden Töne umgelernt werden müssen. Zum Teil wird aus diesem Grund transponierend gelehrt: Jeder Ton klingt dann eine Quarte höher, als er benannt wird; auf der Tenorposaune ergibt sich dadurch später ohne Umlernen die Übereinstimmung von Notenname und klingendem Ton.

## Verwendung im Film
Die Posaune wird von Komponisten, etwa in der Filmmusik, entsprechend der biblischen Konnotation immer wieder eingesetzt, wenn Endzeitszenarien musikalisch untermalt werden. Ein Beispiel ist Thirteen Days, worin das Motiv im Anschluss an die Szene, in der Dean Acheson in einer Konferenz mit Präsident John F. Kennedy erstmals andeutet, dass die Kubakrise zum nuklearen Holocaust führen könnte, erscheint.